# Uranothauma williamsi
Uranothauma williamsi is een vlinder uit de familie van de Lycaenidae. De wetenschappelijke naam van de soort is voor het eerst geldig gepubliceerd in 1961 door Carcasson.